# Edda Pulst
Edda Pulst (* 1960)  ist eine deutsche Professorin für Wirtschaftsinformatik.

## Leben
Von 1979 bis 1984 studierte Edda Pulst an der Bergischen Universität Wuppertal und schloss 1985 als Diplom-Ökonomin ab. Parallel zum Studium arbeitete sie 1983 bis 1985 bei Pechiney im Bereich Datenverarbeitung und Organisation in Düsseldorf und Paris, von 1985 bis 1986 in gleicher Funktion bei der Société Générale des Minerais in Düsseldorf und Brüssel. Von 1989 bis 1994 war sie Gruppenleiterin für die Beratung von Industrie, Handel und Verwaltung am Betriebswirtschaftlichen Institut für Organisation und Automation (BIFOA), Köln. 1993 promovierte sie an der Universität zu Köln am Lehrstuhl für Wirtschaftsinformatik zur Dr. rer. pol. Von 1994 bis 1995 war sie am Lehrstuhl für Unternehmungsführung bei Norbert Szyperski tätig. Für ihre Dissertation erhielt sie 1995 den Preis des Stifterverbandes für die Deutsche Wissenschaft, dotiert mit 10.000 DM.
Seit 1995 ist Edda Pulst Professorin für Wirtschaftsinformatik an der Westfälischen Hochschule.
Sie führte Machbarkeitsstudien in Indien und Nepal durch, arbeitet an IT-Anwendungsprojekten in China und im Mittleren Osten, hatte eine Gastprofessur an der Universität Teheran und leitet zahlreiche Industrie- und Bildungsprojekte im Mittleren und Nahen Osten. Edda Pulst ist Gründerin von adapt2Job®. adapt2Job® schließt die Lücke zwischen Hochschule und Beruf bereits im Studium und ist in Deutschland und Ländern der MENA-Region im Einsatz. Edda Pulst spricht Englisch, Französisch, Italienisch, Persisch, Griechisch und Arabisch. Sie ist Mitglied der Deutsch-Arabischen Gesellschaft, der Gesellschaft für Informatik und des Palästinensisch-Deutschen Steuerungsausschusses im BMBF.

## Forschungsschwerpunkte
Ihre aktuelle Arbeit im IT-Anwendungsbereich umfasst Augmented (AR) und Virtual Reality(VR) ECM, Collaboration, Digitalisierung, Supply Chain, Talent Management, Mobility, Industrie 4.0., Internet of Things (IoT), Logistik und 3D-Druck. Derzeit führt Pulst Forschungstätigkeiten und adapt2Job®-2win-Trainings im Nahen Osten und Afrika durch.

## Werke
- Kundenorientierter Bürosystem-Einsatz. Mit einem Geleitwort von D. Seibt. Eul, Bergisch Gladbach 1994, ISBN 3-89012-377-5 (= Dissertation, Universität Köln, 1993).
- Mit Teja Finkbeiner: Digitale Brücken. Eul, Lohmar 2003, ISBN 3-89936-057-5.
- Mit Teja Finkbeiner: Iran im Informationszeitalter. Mit einem Geleitwort von Wolfgang Uhr. Eul, Lohmar 2006, ISBN 3-89936-442-2.
- Mit Teja Finkbeiner: Firmenwelten. Länder – Netze – Fakten. Eul, Lohmar 2009, ISBN 978-3-89936-784-3.
- Mit Teja Finkbeiner: Arabische Notizen. Eul, Lohmar 2011, ISBN 978-3-8441-0079-2.